# Апоян, Виктор Татевосович
Виктор Татевосович Апоян (арм. Վիկտոր Ափոյան) ― советский и армянский врач-хирург, доктор медицинских наук (1971), профессор (1972), академик Академии медицинских наук Республики Армения (1997). Председатель профессионального совета ЕГМУ «Хирургия». Первым в Армении внедрил ряд методов пластики пищевода, лечения эхинококкоза, эндокринной хирургии.

## Биография
Виктор Aпоян родился 29 мая 1930 года в Тифлис, Грузинская ССР, СССР.
В 1949―1955 годах учился на лечебным факультете Ереванского государственного медицинского института. После окончания института был направлен на работу в Липецкую область (РСФСР), где работал в Волынской областной больнице.
С 1957 по 1960 год работал ординатором хирургического отделения больницы города Алаверди Армянской ССР. В 1960 году окончил аспирантуру Центрального института усовершенствования врачей в Москве.
С 1960 по 1979 год Виктор Апоян работал на кафедре грудной хирургии и анестезиологии Ереванского государственного института усовершенствования врачей.
В 1971 году защитил докторскую диссертацию по теме «Абсцессы лёгких» на соискание учёной степени доктора медицинских наук. Через год ему присвоено учёное звание профессора.
С 1973 по 1974 год работал главным хирургом города Еревана, с 1982 по 1984 год ― главный хирург Армении. С 1995 по 2000 год возглавлял комиссию по лицензированию хирургии Минздрава Армении. В 1998-2007 годах был руководителем специализированного совета отделения «Хирургия».
Умер 13 февраля 2013 года в Ереване.

## Научная деятельность
Апоян работал в области торакальной хирургии, главным образом заболевания лёгких и средостения, хирургия желудка, печени и желчных путей, хирургия грыж, эндокринная хирургия, хирургическое лечение бронхиальной астмы, рассеянный склероз, тимэктомия и эхинококкоз лёгких.
Автор более 230 научных работ по вопросам клиники, диагностики и хирургического лечения абсцессов лёгких, флебографии при заболеваниях груди, хирургии желчных путей, применения полимеров в хирургии.
Написал учебник по хирургии на армянском языке для студентов медицинских ВУЗов. Действительный член Академии естественных наук Российской Федерации (2001).
Под его научным руководством защищено 12 кандидатских и 2 докторских диссертаций.

## Награды
- Знак «Отличнику здравоохранения»
- Медаль Мхитара Гераци (2000)
- Медаль имени Эрлиха
- Золотая медаль имени И. П. Павлова
- Диплом «Рыцарь науки и искусства»

## Память
В медицинском центре «Армения» хирургическое отделение названо именем Виктора Апояна.